# Naomi (seriál)
Naomi je americký dramatický televizní seriál, jehož autorkami jsou Ava DuVernay a Jill Blankenship. Je adaptací stejnojmenné komiksové série vydavatelství DC Comics. Vysílán byl na stanici The CW v roce 2022, celkem vzniklo 13 dílů. Objednávka seriálu byla oznámena 24. května 2021, první díl byl uveden 11. ledna 2022. Krátce po skončení první řady oznámila v květnu 2022 televize The CW zrušení seriálu.

## Příběh
Naomi McDuffie je teenagerka, která žije ve městě Port Oswego v Oregonu. Má ráda komiksy a také vede fanouškovskou webovou stránku o Supermanovi. Ve městě odehraje nadpřirozená událost a Naomi začne s pomocí své nejlepší kamarádky, svých adoptivních rodičů a majitele tatovacího salónu pátrat po jejím původu.

## Obsazení
- Kaci Walfall jako Naomi McDuffie, chytrá středoškolačka se zájmem o komiksy
- Cranston Johnson jako Zumbado, majitel autobazaru
- Alexander Wraith jako Dee, provozovatel tetovacího salonu a mentor Naomi
- Mary-Charles Jones jako Annabelle, nejlepší kamarádka Naomi
- Mouzam Makkar jako Jennifer McDuffie, adoptivní matka Naomi, lingvistka
- Daniel Puig jako Nathan, kamarád a bývalý přítel Naomi
- Camila Moreno jako Lourdes, dívka pracující v obchodě se sběratelskými předměty
- Will Meyers jako Anthony, kamarád zamilovaný do Naomi
- Aidan Gemme jako Jacob, přítel Annabelle a nadšenec do UFO
- Barry Watson jako Greg McDuffie, adoptivní otec Naomi, důstojník na místní vojenské základně

## Seznam dílů
| Č. v seriálu | Původní název                      | Režie                 | Scénář                          | Premiéra v USA  |
| ------------ | ---------------------------------- | --------------------- | ------------------------------- | --------------- |
| 1            | Don't Believe Everything You Think | Amanda Marsalis       | Ava DuVernay a Jill Blankenship | 11. ledna 2022  |
| 2            | Unidentified Flying Object         | DeMane Davis          | Jill Blankenship                | 18. ledna 2022  |
| 3            | Zero to Sixty                      | Sheldon Candis        | Oscar Balderrama                | 25. ledna 2022  |
| 4            | Enigma                             | Neema Barnette        | Stephanie Coggins               | 1. února 2022   |
| 5            | Shadow Ridge                       | Stephanie Turner      | Jason Ganzel                    | 22. února 2022  |
| 6            | Homecoming                         | Kent Faulcon          | Stacy A. Littlejohn             | 1. března 2022  |
| 7            | I Am Not a Used Car Salesman       | Lisa France           | Jill Blankenship                | 8. března 2022  |
| 8            | Fellowship of the Disc             | DeMane Davis          | Gussie Roc                      | 22. března 2022 |
| 9            | Keep Your Friends Close            | Charles Stone III     | Rebecca Bellotto                | 29. března 2022 |
| 10           | Fallout                            | Angel Kristi Williams | Oscar Balderrama                | 26. dubna 2022  |
| 11           | Worst Prom Ever                    | Merawi Gerima         | Rebecca Bellotto                | 3. května 2022  |
| 12           | Ready or Not                       | Carl Seaton           | Jill Blankenship                | 10. května 2022 |
| 13           | Who Am I?                          | DeMane Davis          | Ava DuVernay a Jill Blankenship | 10. května 2022 |